# NGC 1693
NGC 1693 is een open sterrenhoop in het sterrenbeeld Goudvis. Het hemelobject werd op 3 november 1834 ontdekt door de Britse astronoom John Herschel.

## Synoniemen
- ESO 56-SC2